# Virtual Researcher on Call
Virtual Researcher on Call, VROC — канадская образовательная программа дистанционного обучения через web-технологии, администрируемая благотворительным фондом Partners In Research (PIR). В VROC школьники с 9 по 12 класс получают знания по математике и естественнонаучным, техническим и инженерным дисциплинам.

## Цель программы VROC
VROC создана с целью научить школьников старших классов современным научным знаниям и знаниям современных технологий с тем, чтобы выявить тех, кто в дальнейшем может стать исследователями и будет развивать науку и технологии в Канаде и всём мире.
Обучаясь по программе VROC, старшеклассники контактируют с исследователями из университетов Канады и других стран, что по задумке создателей программы должно повысить их интерес к наукам и, в дальнейшем, они смогут принять участие в научных программах.

## История
VROC создана в 2006 году фондом Partners In Research с финансированием от Министерства профессиональной подготовки, колледжей и университетов провинции Онтарио
В 2010/2011 учебном году правительство провинции Британская Колумбия начало пилотный проект по внедрению VROC среди школьников провинции
В 2011 году Федеральное агентство экономического развития Южного Онтарио выделило на программу VROC целевой грант в размере почти миллиона канадских долларов для обучения молодых жителей Южного Онтарио естественнонаучным, техническим, инженерным и математическим дисциплинам (англ. STEM).
В 2011 году в программе VROC появилось направление Mentor Me, в котором школьники выбирали наставников, которыми могли стать учёные, исследователи, медработники и другие специалисты.
В 2014 году фонд Partners In Research учредил награду VROC Expert Participation Award, которая присуждается единовременно одному лучшему преподавателю программы VROC.